# OY Возничего
OY Возничего (лат. OY Aurigae) — одиночная переменная звезда в созвездии Возничего на расстоянии (вычисленном из значения параллакса) приблизительно 10152 световых лет (около 3112 парсеков) от Солнца. Видимая звёздная величина звезды — от +12m до +11,5m.

## Характеристики
OY Возничего — красная углеродная пульсирующая полуправильная переменная звезда (SR:) спектрального класса C(N). Эффективная температура — около 3344 К.